# (3288) Séleucos
(3288) Séleucos est un astéroïde Amor découvert le 28 février 1982 par Hans-Emil Schuster à l'observatoire de La Silla.